# Protosteloide

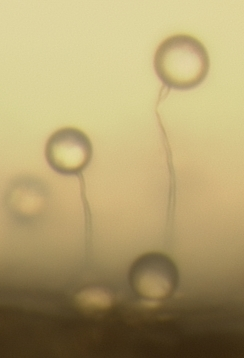
Corpo frutificante da espécie Protostelium mycophaga.

Protosteloides é a designação, sem significado taxonómico preciso, dada a um conjunto de protozoários ameboides, também conhecidos por protostelídeos, caracterizados por produzirem esporocarpos simples, constituídos por um pedúnculo celular encimado por um número reduzido de esporos, nalguns casos um único esporo. Todas as espécies conhecidas são microscópicas, em geral, encontradas sobre material vegetal em decomposição, que se alimentam de bactérias, leveduras e esporos de fungos. Por serem organismos ameboides que produzem esporos, são considerados como integrando o grupo dos fungos mucilaginosos (ou bolores limosos).

## Descrição
As amibas protosteloides ocorrem mais frequentemente sobre material vegetal em decomposição, especialmente caules e folhas de plantas herbáceas, especialmente caules e folhas de gramíneas, sobre a casca de árvores vivas, madeira em apodrecimento, e outros tipos de matéria orgânica de origem vegetal em decomposição.
Apesar das amibas protostelídeas serem mais frequentes em matéria vegetal em decomposição sobre o solo, também ocorrem sobre partes mortas de plantas que ainda estão erectas e sobre material vegetal em decomposição submerso em corpos de água doce. Apesar de muito mais frequentes em material morto, foram assinaladas ocorrências sobre pétalas de flores vivas e sobre folhas vivas de algumas árvores.
Considerando que quando em cultura laboratorial as amibas protosteloides se alimentam de bactérias, leveduras e esporos de fungos, acredita-se que esse seja o seu alimento no meio natural, sendo por isso consideradas predadores da comunidade dos organismos decompositores.
Forem colhidas amostras contendo protosteloides em todos os continentes, incluindo na Península Antártica. Protosteloides foram também encontrado em ilhas isoladas, como o Hawaii no Pacífico Central e na ilha de Ascensão no Atlântico Sul, o que permite considerar o grupo como verdadeiramente cosmopolita.
A maioria dos estudos sobre a distribuição natural dos protostelídeos foi deita nas regiões temperadas, pelo que as espécies mais conhecidas são originárias dessas regiões.
Contudo, estudos realizados nas regiões tropicais encontraram protostelídeos, por vezes em grande abundância.
Como as amibas protosteloides são microscópicas, a recolha de amostras envolve necessariamente a colheita do substrato onde vivem, em geral matéria vegetal em decomposição, e o seu transporte para o laboratório, onde são empregadas técnicas específicas de procura de microrganismos. A técnica mais utilizada consiste na colocação do material vegetal morto sobre uma superfície de agar numa  placa de petri e deixar a amostra incubar durante vários dias, por vezes até uma semana. Após esse período, as margens do substrato são examinados com recurso a microscópio composto e as espécies são identificadas pela análise da morfologia dos corpos frutificantes e das características morfológicas das amibas.
Quando os esporocarpos dos protosteloides são encontrados, podem ser utilizados para iniciar culturas de laboratório sobre substratos constituídos por organismos, ou misturas de organismos, adequados à espécie em cultura. A cultura é iniciada recolhendo corpos de frutificação ou esporos com uma agulha esterilizada e inoculando com eles uma superfície de agar colocada numa placa de Petri fresca recoberta por uma cultura de uma espécie de bactéria ou levedura que se saiba servir de alimento à espécie de ameba protosteloide a cultivar. Se os esporos germinam, o protostelídeo começa a consumir o organismo alimentar e uma cultura é estabelecida.

## Taxonomia
A taxonomia formal agrupa as amibas protosteloides de acordo com a morfologia e fisiologia dos corpos frutificantes (os esporocarpos), na maior parte dos casos não tendo em consideração as características morfológicas da fase de amiba. Estudos recentes mostraram que todas as amibas protosteloides estudadas até à data estão incluídas no grupo conhecido por Amoebozoa (ou Eumyceotzoa).  Apesar disso, nem todas as amibas protosteloides são filogeneticamente próximas, e algumas incluem-se em grupos nos quais nem todas as espécies formam corpos frutificantes, o que indicia que a capacidade de gerar esporocarpos pode ter surgido mais de uma vez ao longo da evolução deste grupos de organismos, num fenómeno de evolução convergente.
A maior parte das espécies é incluída no grupo Protosteliales (ou Protosteliomycetes), quando classificadas usando as regras do ICBN, ou nos grupos Protostelea (ou Protostelia ou Protosteliida), quando as regras do ICZN são as utilizadas. Em ambos os casos, o agrupamento é considerado parte do filo Mycetozoa.
O nome varia dependendo do taxon ter sido tradicionalmente considerado um fungo (antigamente parte do campo da botânica e do ICBN) ou uma amiba (considerada tradicionalmente um animal sujeito às regras da zoologia e do ICZN). Outros nomes utilizados são Protostelea, Protostelia e Protostelida. Quando não se pretenda indicar um nível específico de classificação, as designações "protostelídeo" ou "amibas protosteloides" são frequentemente usadas.
Independentemente da designação, o agrupamento Protostelea tem sido descrito como parafilético em relação aos protostelídeos, já que estes incluem outras espécies com filogenia diversa.